# Strada di categoria KR2
La strada di categoria KR2 è una categoria di carico del traffico istituita in Polonia e formalizzata nel Dziennik Ustaw numero 43 posizione 430 del 2 marzo 1999.